# Kalchreuth
Kalchreuth è un comune tedesco di 3 055 abitanti, situato nel land della Baviera.